# تایسناخ
تایسناخ (به آلمانی: Teisnach) یک شهر در آلمان است که در باواریای سفلی واقع شده‌است.

## خصوصیات
تایسناخ ۲۵٫۷۹ کیلومترمربع مساحت دارد ۴۴۰ - ۷۰۰ متر بالاتر از سطح دریا واقع شده‌است.